# Neodiscocyclina
Neodiscocyclina es un género de foraminífero bentónico de la familia Asterocyclinidae, de la superfamilia Nummulitoidea, del suborden Rotaliina y del orden Rotaliida. Su especie tipo es Discocyclina anconensis. Su rango cronoestratigráfico abarca el Luteciense (Eoceno medio).

## Clasificación
Neodiscocyclina incluye a las siguientes especies:
- Neodiscocyclina anconensis †
- Neodiscocyclina mauryae †